# Magda Gabor
Magda Gabor, nata Magdolna Gábor (Budapest, 11 giugno 1915 – Palm Springs, 6 giugno 1997), è stata un'attrice ungherese naturalizzata statunitense.

## Generale
Nata a Budapest nel mezzo della Prima guerra mondiale, era la prima delle tre sorelle Gabor (le altre due furono le attrici Zsa Zsa e Eva). Mentre queste due partirono per gli Stati Uniti prima dello scoppio della Seconda, Magda, definita "la Gabor tranquilla", rimase in Europa fino alla fine della conflitto. Nonostante fu l’unica a non diventare una star, ebbe una vita turbolenta, come dimostrarono gli eventi. Nella sua biografia sulle Gabor, Finding Zsa Zsa. The Gabors behind the legend, Sam Staggs ricostruisce meticolosamente la vita delle sorelle e della loro madre nei loro lati meno noti, e alcuni dei punti più oscuri riguardano proprio Magda, la sorella più riservata.

## Filmografia
Cinema
- Mai lányok, regia di Béla Gaál (1937)
- Tokaji rapszódia, regia di János Vaszary (1937)

Televisione
- Four Star Revue - un episodio (1953)
- The Eva Gabor Show (1953-1954)
- The Colgate Comedy Hour - un episodio (1955)

## Vita privata
Era figlia di Vilmos Gábor e Jolie Gabor e sorella delle attrici Zsa Zsa Gábor e Eva Gabor.
Si è sposata sei volte; tre volte ha divorziato e due volte è rimasta vedova, mentre un matrimonio è stato annullato, quello con George Sanders nel 1970. Non ha mai avuto figli.